# Oxycalcioroméit
Oxycalcioroméit ist ein sehr seltenes Mineral aus der Mineralklasse der Oxide und Hydroxide. Es kristallisiert im kubischen Kristallsystem mit der Zusammensetzung Ca2Sb2O6O, ist also ein Calcium-Antimonat, dessen Y-Position hauptsächlich durch Sauerstoff-Ionen besetzt ist.
Oxycalcioroméit kommt an seiner Typlokalität in Form von idiomorphen, oktaedrischen Kristallen von maximal 0,1 mm Größe vor, die eng mit Calcit, Cinnabarit, Derbylith, Dolomit, Hämatit, Glimmer, Pyrit, Sphalerit und Turmalin vergesellschaftet sind.
Die Typlokalität des Oxycalcioroméits ist die „Miniera di Buca della Vena“
(Koordinaten der Miniera di Buca della Vena) bei Pontestazzemese in der Gemeinde Stazzema, Apuanische Alpen, Provinz Lucca, Toskana, Italien. Die „Miniera di Buca della Vena“ ist bereits die Typlokalität für Allanit-(La), Apuanit, Dessauit-(Y), Mapiquiroit, Marrucciit, Pellouxit, Pillait, Rouxelit, Scainiit, Stibivanit und Versiliait.

## Etymologie und Geschichte
Während der Untersuchung einer Mineralvergesellschaftung aus der „Miniera di Buca della Vena“ bei Stazzema wurde ein Vertreter der Pyrochlor-Obergruppe identifiziert, der auf der Basis von qualitativen chemischen Analysen von Paolo Orlandi und Andrea Dini zuerst als Stibiobetafit angesprochen worden war. Stibiobetafit war ursprünglich von Petr Černý und Kollegen (1979) als Sb3+-Analogon von Betafit definiert worden, wurde aber in der neuen Nomenklatur der Pyrochlor-Obergruppe zu „Oxycalciopyrochlor“ redefiniert. Quantitative chemische Analysen an diesem Mineral zeigten aber, dass nicht Titan das dominierende Element auf der B-Position ist, sondern Antimon, wodurch es sich nicht um einen Vertreter der Betafitgruppe, sondern um einen Vertreter der Roméitgruppe handelt.
Chemische, spektroskopische und Strukturdaten zeigten die Abwesenheit von H2O und nur sehr geringe Fluor-Gehalte, so dass es sich um das als Mineral noch nicht beschriebene Ca-Sb-O-dominante Glied der Pyrochlor-Obergruppe handelt, das gemäß der neuen Nomenklatur dieser Gruppe als „Oxycalcioroméit“ zu bezeichnen ist. Chemische Analysen, die einem Oxycalcioroméit entsprechen, hatten zwar schon Andrew G. Christy und Kjell Gatedal von einem Mineral aus Långban, Gemeinde Filipstad, Provinz Värmlands län bzw. der historischen Provinz Värmland im zentralen Schweden präsentiert, jedoch fehlten die entsprechenden kristallographischen Daten.
Nach der Ermittlung der physikalischen, chemischen und strukturellen Eigenschaften des Minerals aus der „Miniera di Buca della Vena“ wurde es der International Mineralogical Association (IMA) vorgelegt, die es im Jahre 2012 unter der vorläufigen Bezeichnung IMA 2012-022 anerkannte. Die wissenschaftliche Erstbeschreibung dieses Minerals erfolgte im Jahre 2013 durch ein italienisches Forscherteam mit Cristian Biagioni, Paolo Orlandi, Fabrizio Nestola und Sara Bianchin im englischen Wissenschaftsmagazin Mineralogical Magazine. Die Autoren benannten das Mineral in Übereinstimmung mit der Nomenklatur der Pyrochlor-Obergruppe aufgrund seiner chemischen Zusammensetzung mit einer durch Calcium dominierten A-Position, durch Sb dominierten B-Position sowie durch Sauerstoff dominierten Y-Position als Oxycalcioroméit (englisch Oxycalcioroméite).
Das Typmaterial für Oxycalcioroméit wird unter der Katalognummer 19640 (Holotyp) in der Sammlung des „Museo di Storia Naturale“ der Università di Pisa in Pisa, Italien, aufbewahrt.
Roméit war ein 1841 durch Augustin Alexis Damour zu Ehren von Jean-Baptiste Romé de L’Isle, französischer Mineraloge und einer der Begründer der Kristallographie, benanntes Mineral, welches bei der Neudefinition der Nomenklatur der Pyrochlor-Obergruppe im Jahre 2010 diskreditiert wurde, da sich hinter seiner Zusammensetzung die neuen Minerale Fluornatroroméit, Fluorcalcioroméit und Oxycalcioroméit verbergen. Er ist gleichzeitig der Namensgeber für die Roméit-Untergruppe innerhalb der Pyrochlor-Obergruppe. Bei der als Atopit bezeichneten Roméit-Varietät handelt es sich möglicherweise ebenfalls um Oxycalcioroméit.

## Klassifikation
Die aktuelle Klassifikation der International Mineralogical Association (IMA) zählt den Oxycalcioroméit zur Pyrochlor-Obergruppe mit der allgemeinen Formel A2–mB2X6–wY1–n, in der A, B, X und Y unterschiedliche Positionen in der Struktur der Minerale der Pyrochlor-Obergruppe mit A = Na, Ca, Sr, Pb2+, Sn2+, Sb3+, Y, U, □, oder H2O; B = Ta5+, Nb5+, Ti4+, Sb5+, W6+, Al3+ oder Mg2+; X = O, OH oder F und Y = OH−, F, O, □, H2O oder sehr große (>> 1,0 Å) einwertige Kationen wie K, Cs oder Rb repräsentieren. Zur Pyrochlor-Obergruppe gehören neben Oxycalcioroméit noch Fluorcalciomikrolith, Fluornatromikrolith, Hydrokenomikrolith, Hydroxycalciomikrolith, Hydroxykenomikrolith, Kenoplumbomikrolith, Oxynatromikrolith, Oxystannomikrolith, Oxystibiomikrolith, Cesiokenopyrochlor, Fluorcalciopyrochlor, Fluornatropyrochlor, Hydrokenopyrochlor, Hydropyrochlor, Hydroxycalciopyrochlor, Hydroxykenopyrochlor, Hydroxymanganopyrochlor, Hydroxynatropyrochlor, Oxycalciopyrochlor, Fluorcalcioroméit, Hydroxycalcioroméit, Hydroxyferroroméit, Oxyplumboroméit, Hydrokenoelsmoreit, Hydroxykenoelsmoreit, Fluornatrocoulsellit und Hydrokenoralstonit.
Oxycalcioroméit bildet zusammen mit Fluorcalcioroméit, Hydroxycalcioroméit, Hydroxyferroroméit und Oxyplumboroméit innerhalb der Pyrochlor-Obergruppe die Roméitgruppe.
Da der Oxycalcioroméit erst 2012 als eigenständiges Mineral anerkannt wurde, ist er weder in der von der IMA zuletzt 2009 aktualisierte 9. Auflage der Strunz’schen Mineralsystematik noch in der vorwiegend im englischen Sprachraum gebräuchlichen Systematik der Minerale nach Dana aufgeführt.
In der zuletzt 2018 überarbeiteten Lapis-Systematik nach Stefan Weiß, die formal auf der alten Systematik von Karl Hugo Strunz in der 8. Auflage basiert, erhielt das Mineral die System- und Mineralnummer IV/C.16-044. Dies entspricht der Klasse der „Oxide und Hydroxide“ und dort der Abteilung „Oxide mit dem Stoffmengenverhältnis Metall : Sauerstoff = 2 : 3 (M2O3 und verwandte Verbindungen)“, wo Oxycalcioroméit zusammen mit Fluorcalcioroméit, Fluornatroroméit, Hydroxycalcioroméit und Oxyplumboroméit sowie den inzwischen diskreditierten bzw. zweifelhaften Mineralen Argentoromeit, Bismutoroméit, Bismutostibiconit, Cuproroméit, Monimolit, Partzit, Stetefeldtit, Stibiconit und Stibioroméit eine unbenannte Gruppe/die „Gruppe“ mit der Systemnummer IV/C.16 bildet.

## Chemismus
Mikrosondenanalysen an Oxycalcioroméit-Körnern von der Typlokalität lieferten Mittelwerte von 0,83 % Na2O; 13,68 % CaO; 0,13 % MnO; 0,68 % PbO; 5,52 % FeO; 0,28 % Al2O3; 0,68 % V2O3; 0,28 % SnO2; 3,53 % TiO2; 75,86 % Sb2O5 total; bzw. 63,73 % Sb2O5 und 10,93 % Sb2O3 sowie 1,20 % F; (O ≡ F) –0,51 %; Summe = 100,96 %. Auf der Basis von zwei Kationen auf der B-Position pro Formeleinheit wurde daraus die empirische Formel (Ca1,073Fe2+0,338Sb3+0,330Na0,118Pb2+0,013Mn2+0,008)Σ=1,880(Sb5+1,734Ti0,194V3+0,040Al0,024Sn4+0,008)Σ=2,000(O6,682F0,278)Σ=6,960 berechnet, die zu Ca2Sb5+2O7 vereinfacht wurde, welche 25,74 % CaO und 74,26 % Sb2O5 (Summe 100,00 %) erfordert.
Oxycalcioroméit ist das einzige Mineral mit der Elementkombination Ca – Sb – O. Chemisch ähnlich sind u. a. Ingersonit, Ca3Mn2+Sb5+4O14; Peretait, Ca(SbO)4(SO4)2(OH)2·2H2O; Sarabauit, CaSb3+10S6O10; und die fraglichen Phasen Atopit, (Ca,Na)2Sb2(O,F,OH)7, und Mauzeliit, (Pb,Ca,Na)2(Sb,Ti)2(O,OH,F)7.
Innerhalb der Pyrochlor-Obergruppe sind theoretisch durch die vier verschiedenen zu besetzenden Positionen eine Vielzahl von Substitutionsmöglichkeiten vorhanden. Oxycalcioroméit ist das O-dominante Analogon zum F-dominierten Fluorcalcioroméit und zum OH-dominierten Hydroxycalcioroméit sowie das Ca-dominante Analogon zum Pb-dominierten Oxyplumboroméit. Untergruppen-übergreifend ist Oxycalcioroméit das Sb5+-dominante Analogon zum Nb-dominierten Oxycalciopyrochlor (ehemals Stibiobetafit).

## Kristallstruktur

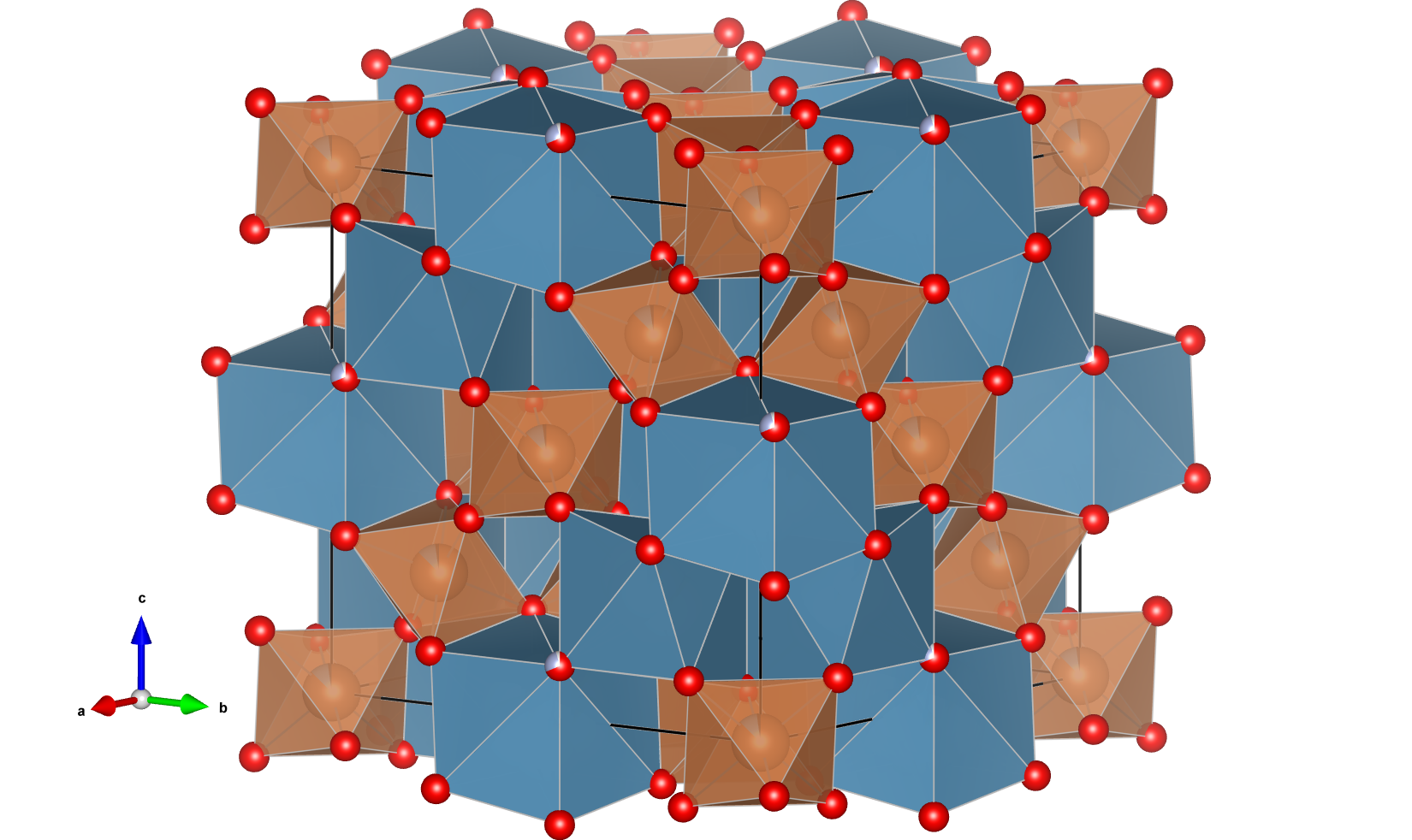
Kristallstruktur von Oxycalcioroméit als Kationen-zentrierte polyedrische Darstellung

Oxycalcioroméit kristallisiert im kubischen Kristallsystem in der Raumgruppe Fd3m (Raumgruppen-Nr. 227) mit dem Gitterparameter a = 10,3042 Å sowie acht Formeleinheiten pro Elementarzelle.
Die Kristallstruktur des Oxyplumboroméits (vergleiche dazu die nebenstehende Strukturzeichnung) kann als dreidimensional-polymerisiertes, für Vertreter der Pyrochlor-Obergruppe typisches Gerüst aus eckenverknüpften BO6-Oktaedern beschrieben werden, wobei in den Zwischenräumen dieses Gerüsts Tunnel nach [110] existieren, welche die A-Kationen sowie die Anionen der Y-Position aufnehmen. Die achtfach koordinierte A-Position (16d) wird hauptsächlich durch Ca besetzt. Da im Oxycalcioroméit Antimon sowohl als Sb3+ als auch als Sb5+ vorkommt und auf der B--Position lediglich das Sb5+ sitzt, muss Sb3+ auf der A-Position eingebaut werden. Sb3+ sitzt allerdings auf der aufgespaltenen, geringer symmetrischen A′-Position (96g), die fünffach koordiniert ist. Die oktaedrisch koordinierte B-Position (16c) ist neben Sb5+ in geringem Umfang auch mit Ti, Al, V3+ und Sn4+ besetzt. Die X- (48f) und Y-Positionen (8b) sind vierfach koordinierte Anionen-Positionen und werden durch O (48f) sowie O und untergeordnet F (8b) besetzt. Die Sauerstoff-Umgebung um die B-Kationen weist eine ungefähre oktaedrische Anordnung auf, während die A-Kationen in verzerrten Würfeln lokalisiert sind.
Oxycalcioroméit ist isotyp (isostrukturell) zu allen anderen in der Raumgruppe Fd3m (Raumgruppen-Nr. 227) kristallisierenden Vertretern der Pyrochlor-Obergruppe.

## Eigenschaften

### Morphologie
Oxycalcioroméit bildet an seiner Typlokalität idiomorphe Kristalle von 0,1 mm Größe, an denen lediglich das Oktaeder {111} identifiziert wurde.

### Physikalische und chemische Eigenschaften
Die Kristalle des Oxycalcioroméits sind rötlichbraun bis rötlichgelb, während ihre Strichfarbe mit blassgelb angegeben wird. Die Oberflächen des durchsichtigen Oxycalcioroméits zeigen einen glas- bis harzartigen Glanz, was sehr gut mit dem hohen Wert für die Lichtbrechung (n = 1,950) übereinstimmt. Oxycalcioroméit weist aufgrund seiner Zugehörigkeit zum kubischen Kristallsystem keine Doppelbrechung auf und ist optisch völlig isotrop.
Oxycalcioroméit besitzt keine Spaltbarkeit und auch keine Teilbarkeit, bricht aber aufgrund seiner Sprödigkeit ähnlich wie Amblygonit, wobei die Bruchflächen uneben ausgebildet sind. Aufgrund der geringen Größe der Kristalle konnte weder die Mohshärte noch die Vickershärte bestimmt werden. Die berechnete Dichte für Oxycalcioroméit beträgt 5,393 g/cm³. Oxycalcioroméit zeigt weder im langwelligen noch im kurzwelligen UV-Licht eine Fluoreszenz.

## Bildung und Fundorte
Die Typlokalität des Oxycalcioroméits ist die kleine Baryt-Pyrit-Lagerstätte „Miniera di Buca della Vena“ bei Pontestazzemese in der Gemeinde Stazzema, Apuanische Alpen, Provinz Lucca, Toskana, Italien, die im Kontakt zwischen einer metavulkanisch-metasedimentären Sequenz paläozoisch-triassischen Alters sowie obertriassischen Dolomitsteinen und unterjurassischen Marmoren sitzt. Der linsenförmige Erzkörper von 200 m Länge und maximal 20 m Dicke ist zoniert und besteht in seinem unteren Bereich aus Baryt und Pyrit sowie in seinem oberen Bereich aus Baryt und Eisenoxiden (Magnetit und Hämatit), wobei den Erzen Linsen aus Marmoren und Dolomitsteinen eingeschaltet sind. Während des alpinen tektono-metamorphen Ereignisses wurden diese Carbonatlinsen zerbrochen und deformiert, wobei sich Calcit-Baryt-Gangsysteme bildeten, in denen neben einer Reihe seltener Mineralspezies auch Oxycalcioroméit entwickelt ist. Oxycalcioroméit fand sich nur auf Stufen aus dem südlichen Teil der Grube. Seine Kristallisation steht in engem Zusammenhang mit der Zirkulation hydrothermaler Fluide während der alpinen Metamorphose der Lagerstätte, wobei die Druck-Temperatur-Bedingungen der Grünschieferfazies entsprachen.
Parageneseminerale des Fluorcalcioroméits in der „Miniera di Buca della Vena“ sind Calcit, Cinnabarit, Derbylith, Dolomit, Hämatit, Glimmer, Pyrit, Sphalerit und Turmalin.
Als sehr seltene Mineralbildung konnte der Oxycalcioroméit bisher (Stand 2018) weltweit erst von fünf Fundorten beschrieben werden.
Außer der Typlokalität kennt man für Oxycalcioroméit die folgenden Fundorte:
- der „Blocherleitengraben“ im Mieslingtal bei Spitz, Wachau, Niederösterreich, Österreich
- das abgeworfene Cu-Sb-Bergwerk der „Mina da Herdade da Ventosa“ bei Nossa Senhora das Neves, Beja, Distrito de Beja, Region Alentejo, Portugal
- die metamorphe Fe-Mn-Lagerstätte Långban, Gemeinde Filipstad, Provinz Värmlands län bzw. der historischen Provinz Värmland im zentralen Schweden
- die Grube „Fianel“ unweit der Fraktion Ausserferrera der Gemeinde Ferrera GR im Süden des ehemaligen Bezirks Hinterrhein des Kantons Graubünden, Schweiz

Fundstellen für Oxycalcioroméit in Deutschland sind damit unbekannt.

## Verwendung
Oxycalcioroméit ist aufgrund seiner Seltenheit ohne jede praktische Bedeutung und nur für Mineralsammler interessant.